# Elektrownia jądrowa Bohunice
Elektrownia jądrowa Bohunice (słow. Atómové elektrárne Bohunice) – kompleks reaktorów jądrowych oddalony 2,5 km od wsi Jaslovské Bohunice w powiecie Trnawa w zachodniej Słowacji.
Elektrownia składa się faktycznie z dwóch fabryk: V-1 i V-2. Fabryki były podłączane do sieci w latach 1978–1985. Obydwie zawierają dwa reaktory. Wszystkie są radzieckimi reaktorami PWR typu WWER-440.
Przed wyłączeniem przestarzałych bloków elektrownia produkowała rocznie 12 000 GWh, co zaspokajało 40% zapotrzebowania Słowacji na energię elektryczną. 
Właścicielem elektrowni jest należąca do skarbu państwa spółka Slovenské elektrárne.

## Wyłączenie
Jednym z warunków przyłączenia Słowacji do Unii Europejskiej było wyłączenie przestarzałych bloków w części V-1. Pierwszy został wyłączony w 2006 roku, a drugi 31 grudnia 2008 roku. Traktat akcesyjny zawierał jednak zapis pozwalający na włączenie reaktorów w sytuacji awaryjnej.
Rosyjsko-ukraiński konflikt gazowy na początku 2009 roku spowodował zakłócenia w dostawie gazu i produkcji energii elektrycznej. W związku z tym rząd Słowacji 10 stycznia 2009 roku zdecydował o awaryjnym włączeniu reaktora wyłączonego zaledwie kilka dni wcześniej. Ostatecznie do włączenia nie doszło.

## Reaktory
| Nazwa bloku  | Typ reaktora | Producent / Dostawca | Właściciel           | Operator                | Rozpoczęcie budowy | Stan krytyczny    | Włącz. do sieci  | Trwałe wyłączenie | Moc elektry. netto (MW) | Moc elektry. brutto (MW) | Moc termiczna (MW) |
| ------------ | ------------ | -------------------- | -------------------- | ----------------------- | ------------------ | ----------------- | ---------------- | ----------------- | ----------------------- | ------------------------ | ------------------ |
| Bohunice A-1 | HWGCR        | Atomenergoeksport    |                      | SEP                     | 1 stycznia 1958    | 1 stycznia 1972   | 10 stycznia 1972 | 17 maja 1979      | 107                     | 143                      | 560                |
| Bohunice-1   | WWER-440     | Atomenergoeksport    | Slovenské Elektrárne | Electrostation Bohunice | 1 kwietnia 1974    | 27 listopada 1978 | 17 grudnia 1978  | 31 grudnia 2006   | 408                     | 440                      | 1375               |
| Bohunice-2   | WWER-440     | Atomenergoeksport    | Slovenské Elektrárne | Electrostation Bohunice | 4 stycznia 1974    | 15 marca 1980     | 26 marca 1980    | 31 grudnia 2008   | 408                     | 440                      | 1375               |
| Bohunice-3   | WWER-440     | Skoda                | Slovenské Elektrárne | Electrostation Bohunice | 1 grudnia 1976     | 7 sierpnia 1984   | 20 sierpnia 1984 | działający        | 408                     | 440                      | 1375               |
| Bohunice-4   | WWER-440     | Skoda                | Slovenské Elektrárne | Electrostation Bohunice | 1 grudnia 1976     | 2 sierpnia 1985   | 9 sierpnia 1985  | działający        | 408                     | 440                      | 1375               |